# Pakeha

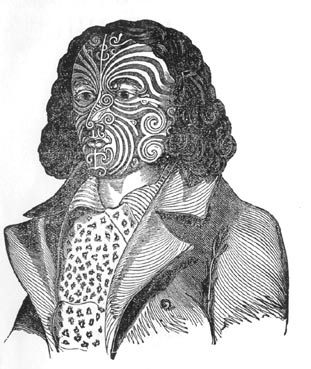
Retrato de Barnet Burns, inglés tatuado por los maoríes de Nueva Zelanda

Pākehā es una palabra en inglés de Nueva Zelanda que se refiere a los neozelandeses de origen europeo.

## Etimología
La palabra Pākehā (o Pakeha) viene del maorí. Su origen no está muy claro, pero su uso actual comenzó después de la llegada constante de europeos a Nueva Zelanda a finales del siglo XVIII. Lo más probable es que derive de las palabras pākehakeha o pakepakehā, refiriéndose a unos seres imaginarios de piel clara. 
El plural a veces se deletrea en inglés como Pakehas, pero en maorí, el plural es Pakeha, sabiéndose que es plural por los pronombres o artículos definidos. Cada vez en inglés se usa más la forma en plural Pakeha.